# Vietnamesisk musik
Traditionell vietnamesisk musik är starkt influerad av kinesisk musik. Kina, Korea, Japan, Mongoliet, Vietnam och Singapore utgör på många sätt en egen kulturkrets, sinosfären, vilket inom musiken är tydlig på bland annat följande sätt: Musiken i Vietnam bygger på pentatoniska skalor. De olika stämmorna spelar i princip samma melodi; musiken är alltså homofon. Detta gäller även kinesisk musik, medan däremot traditionell musik i Sydostasien, från Myanmar till Laos och Kambodja, beskrivits som heptatonisk och polyfon. En stor del av de vietnamesiska musikinstrumenten har kinesiska förebilder, medan några är besläktade med instrument i till exempel Kambodja. Taktarterna är liksom i kinesisk musik alltid jämna (2- eller 4-takt). 
15 procent av Vietnams befolkning utgörs av etniska minoriteter, framför allt i bergsområdena. Många av dessa folkgrupper (minst ett femtiotal) har egna musiktraditioner. Denna artikel täcker inte in dessa utan behandlar majoritetsfolkets (kinh, även kallat viet) musik, sådan den var innan västerländska musikformer började vinna terräng kring tiden för andra världskriget.

## Allmänna drag i vietnamesisk musik
De olika vietnamesiska skalorna är pentatoniska, vilket betyder att melodierna i princip har fem toner inom oktaven att laborera med (jämfört med sju i västerländsk musik). Men i praktiken är det inte riktigt så renodlat: för det första tillkommer två extra toner, som inte räknas till skalan och inte är ”bärande” i melodin, men som kan dyka upp som genomgångstoner eller i ornament. I den vanliga så kallade Bắc-skalan, som består av prim, stor sekund, kvart, kvint, stor sext och oktav tillkommer på detta sätt ters (mellan liten och stor ters) och liten septima. För det andra är det vanligt att man modulerar, alltså byter tonart inne i ett musikstycke, och då försvinner förstås en del toner medan andra tillkommer. Exempelvis kan ett stycke börja i Bắc-skala med C som grundton (prim), alltså C - D - F - G - A - C. Sedan kanske den modulerar till Bắc-skala med F som grundton, alltså F - G - Bb - C - D - F, och då har A försvunnit men Bb tillkommit.
Man fäster stor vikt vid att de enskilda tonerna ska klinga vackert. Glissando, vibrato och olika ornament är en självklar beståndsdel, och instrumenten är utformade för att underlätta detta.
Taktarterna är som nämnts alltid jämna, tvåtakt och fyrtakt, men det behöver för den skull inte vara fråga om en jämn lunk. Synkoperingar är mycket vanliga och överhuvudtaget är rytmer rätt framträdande i vietnamesisk musik.
Musiker och sångare förväntas improvisera en hel del. Rytmiska variationer som synkoper improviseras fram. Om man har flera melodiinstrument (eller sångare) spelar de i princip samma melodi unisont, men de förväntas utforma melodin olika. Det viktiga är att instrumenten spelar samma ton på taktettorna och viktiga vilpunkter i melodin; däremellan kan de variera som de vill. Ackordiskt tänkande förekommer inte.
Det vietnamesiska språket är ett enstavigt tonspråk med sex toner, så för att texten i en sång ska bli begriplig måste sångens melodi stämma överens, på ett ungefär, med språktonerna. Om man till exempel vill sjunga Tôi thương má tôi (”jag älskar min mamma”) måste melodin vara i stil med G - G - A - G; om man i stället sjunger G - G - D - G låter det som ”jag älskar, men jag...” och med andra melodier blir det åter andra betydelser. Det här gör att för att texten ska gå fram måste antingen texten skrivas så den passar till en given melodi, eller så måste melodin anpassas till texten. Bägge metoderna förekommer. Det vanligaste är att melodin anpassas genom improvisation som beskrivits ovan. Olika verser i en sång kommer därmed att få lite olika melodi, och ibland blir sången närmast en talsång, som talat språk men med starkt överdrivna språktoner.

## Skalor och modus
Vietnamesisk musik bygger i huvudsak på femtonsskalor, fast inom folkmusiken förekommer även låtar med fyra, tre eller bara två toner. Inom främst konstmusiken är de olika femtonsskalorna knutna till olika modus. Ett vietnamesiskt modus kännetecknas av:
- en bestämd femtonsskala. Det är intervallen mellan skaltonerna som är bestämda, inte den absoluta tonhöjden. Musikstyckena kan alltså transponeras utan att moduset ändras (liksom västerländsk musik kan transponeras från till exempel C-dur till D-dur men moduset är fortfarande dur).
- Vissa av skaltonerna fungerar särskilt ofta som viltoner.
- Vissa skaltoner ornamenteras på bestämt sätt.
- Vissa melodiska formler är typiska för moduset.
- Moduset uttrycker ett visst känsloläge.

Det finns en uppsjö av olika modus. De grupperas i Bắc och Nam. I uppställningen nedan väljer vi C som grundton i skalorna.

### Bắc-modus
Bắc betyder nordlig. Namnet visar att modustypen anses ha kommit från Kina. Bắc-modusen uttrycker glädje och musiken framförs i snabbt tempo. Två vanliga Bắc-modus är
- Det egentliga Bắc-moduset.

Skala: C - D - F - G - A - C.
Viltonerna är C och F.
D och A utförs med kraftigt vibrato, C, F och G med pralldrill
Känsloläge: glatt. Snabbt tempo.
- Nhạc.

Skala: C - D - F - G - A - C, alltså samma skala som i det egentliga Bắc.
Viltoner: D och A.
Känsloläge: högtidligt. Måttligt tempo.

### Nam-modus
Nam betyder sydlig, och dessa modus anses vara inhemskt vietnamesiska. De uttrycker sorg och framförs i långsamt tempo. De flesta skalorna innehåller intervall som saknas i västerländsk musik; i uppställningen nedan betecknar + att tonen ska spelas lite högre än angivet, - betecknar lite lägre. Här ges bara några exempel på de många modusen i Nam-gruppen.
- Sydlig Nam

Skala: C – E- - F# - G – Bb - C
- Ai

Skala: C – Eb – F – G – Bb – C
F utförs med vibrato, G med pralldrill
Känsloläge: vemodigt.
- Oán

Skala: C – E- - F# - G – A – C
Känsloläge: förtvivlat.

## Musikinstrument
Här beskrivs några av de vanligaste vietnamesiska instrumenten.

### Stränginstrument
Stränginstrumenten har en mycket framträdande plats. De är av tre typer. Cittrorna saknar hals; instrumentet består av en klanglåda med strängar på. På cittrorna kortar man inte av strängen för att få olika toner under spelets gång. Strängarna slås an med plektrum eller baksidan av naglarna. Lutorna har hals. Musikern får fram olika toner genom att korta av strängen med vänster hand. Vissa lutor har greppband (som en gitarr), andra inte. Strängarna knäpps på samma sätt som på cittrorna. Fiddlorna är stråkinstrument. De saknar greppband (som en fiol).

#### Cittror

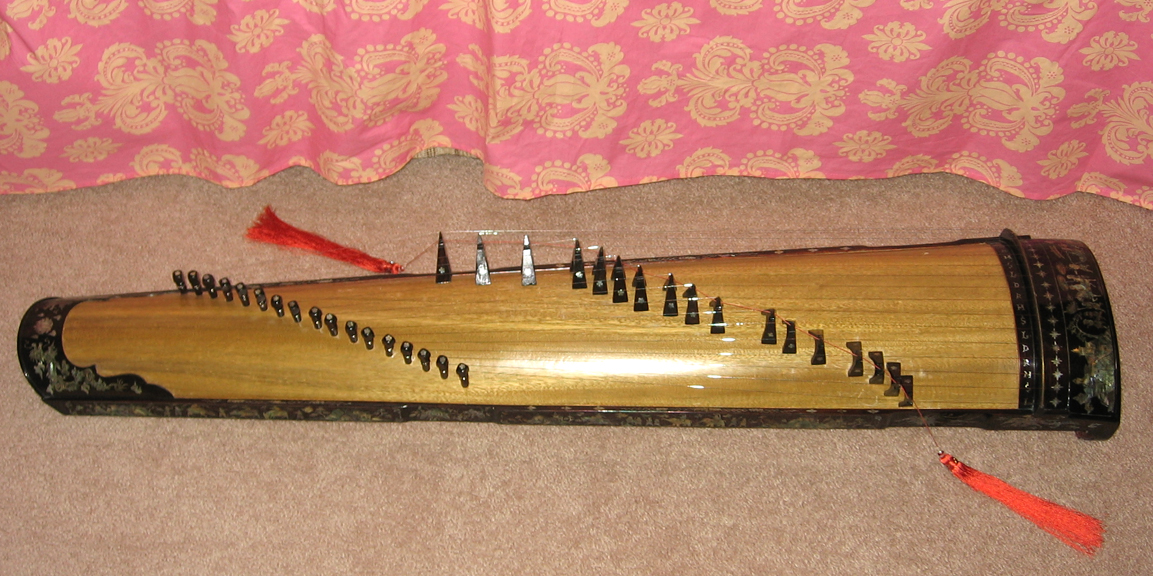
Đàn tranh.

- 16-strängad cittra och dess varianter (đàn tranh). Ett mycket vanligt instrument i konstmusiken. Ofta det viktigaste instrumentet i en ensemble. Känns igen på att musikern ofta lägger in arpeggio på viktiga toner.
- Monokord (đàn bầu). En ensträngad cittra som blivit vanlig under 1900-talet i många genrer. Instrumentet upplevs som synnerligen vietnamesiskt genom sina extrema möjligheter till glissando och har fått något av status av nationalsymbol.

#### Lutor
- Päronformad luta (đàn tỳ bà). Den har ungefär samma användningsområde som den 16-strängade cittran.
- Månformad luta (mångitarr, đàn nguyệt). Denna används i de flesta genrer inom både konstmusik och folkmusik.
- Đàn đáy. Denna luta används enbart till att ackompanjera sångerskan i genren hát ả đào.
- Đàn tam. En tresträngad luta som används i konstmusiken i främst norra och centrala Vietnam.
- Đàn xên. En tvåsträngad luta som används inom den förnyade teatern (hát cải lương) i södra Vietnam.

#### Fiddlor
- Tvåsträngad fiddla (đàn nhị). Ett av de viktigaste melodiinstrumenten i de flesta genrer, inom både konstmusik och folkmusik.

### Blåsinstrument
De vietnamesiska blåsinstrumenten är inte många, och de har inte så framträdande roll som i västerländsk musik.
- Tvärblåst flöjt (sáo). Används i de flesta genrer.
- Ändblåst flöjt (tiêu). Har under senare århundraden i de flesta sammanhang kommit att ersättas av tvärblåst flöjt.

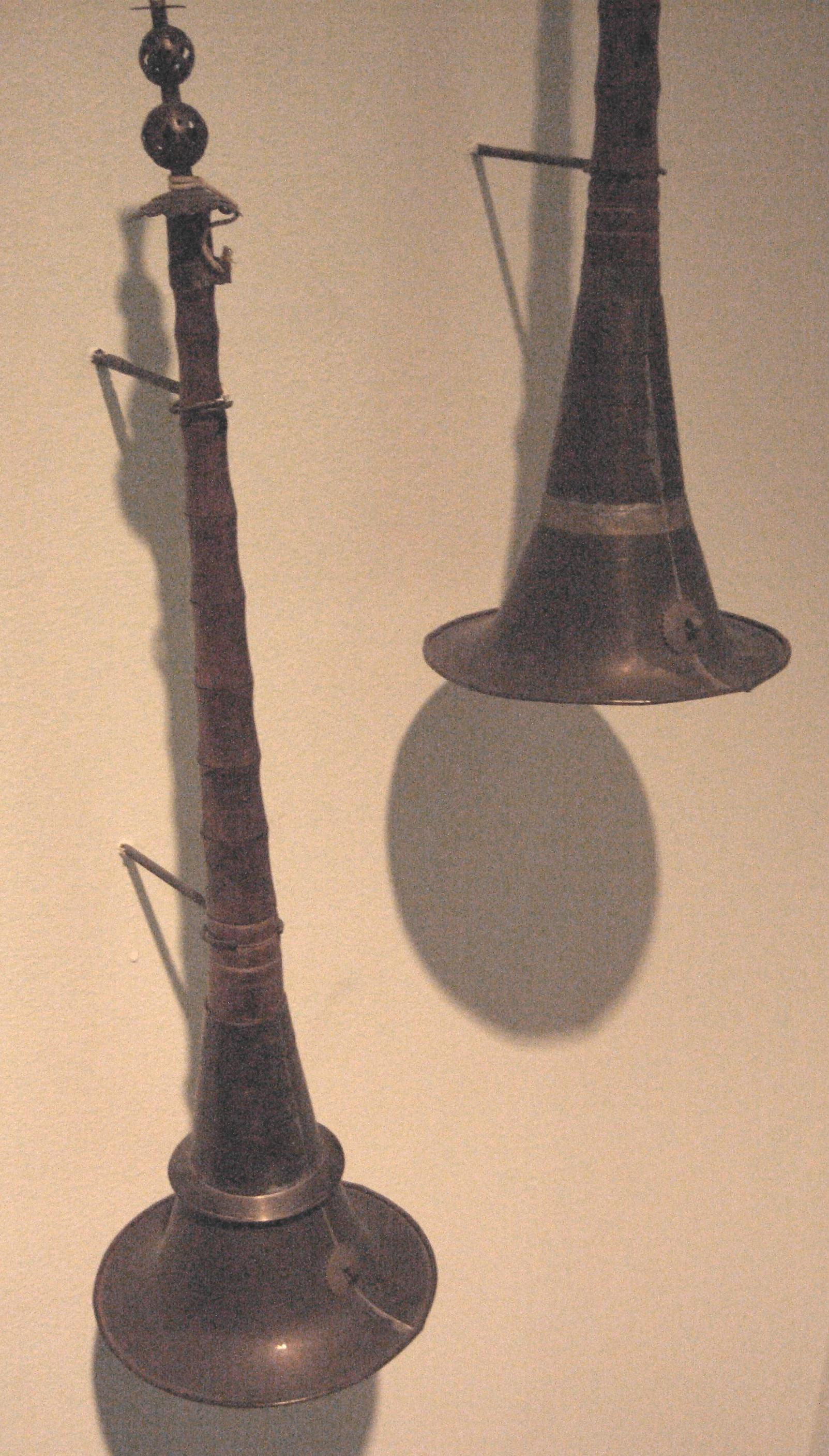
Två suona, kinesiska instrument som är mycket lika ken.

- Skalmeja (kèn). Ett kraftigt brölande rörbladsinstrument som är nästan helt knutet till ceremonimusik och klassisk opera (hát tuồng).

### Slagverk
Slagverken är många. Vietnamesisk musik arbetar mycket med synkoper och andra rytmiska finesser, och slagverken spelar därför en viktig roll. Inom kammarmusiken används de dock inte.

#### Trummor med ett trumskinn
- Trống chầu. En liten trumma som åskådarna slår på med två trumpinnar för att kommentera framträdandet i genren hát ả đào.
- Timglasformad trumma (cái bồng). Trumskinnet är av orm och spänns upp av läderremmar som går hela vägen till trummans botten. Trumman kan stämmas genom att en extra rem dras åt kring läderremmarna mitt på instrumentet. Spelas med bara händerna. Används i ceremonimusik och hovmusik.

#### Trummor med två trumskinn
- Stor trumma, minst en halv meter hög och ca en halv meter i diameter. Användes förr i byarna för att kalla samman invånarna vid fara, eller inför ceremonier. Förekommer numera i ceremonimusik och hovmusik.
- Stridstrumma (trống chiến). 40 cm hög och 30 cm i diameter. I operamusik.
- Ristrumma (trống cơm). En långsmal trumma, ca 50 cm hög och 15 cm i diameter, med rispasta i trumskinnen och spännremmar utmed hela instrumentet. Tonhöjden bestäms av tjockleken på lagret av rispasta; det ena skinnet stäms en kvart eller en kvint högre än det andra. Spelas med bara händerna. Används i ceremonimusik, hovmusik och opera.

#### Slagverk av trä
- Träblock (phách). Ett ihåligt träblock, 30 cm långt. Spelas med två trumpinnar.
- Träfisk (mõ). Används vid recitation av buddhistiska böner. Instrumentet är identiskt med det kinesiska mùyú.

#### Slagverk av metall
- Gonger och cymbaler av olika slag används i ceremonimusik och opera.
- Klockor förekommer i buddhistiska och caodaistiska ceremonier.

## Genrer

### Kammarmusik
Den vietnamesiska kammarmusiken utövas av professionella musiker eller kunniga amatörer, utan samband med vare sig ceremonier eller vardagsbestyr. Det finns tre sådana traditioner: hát ả đào i norra, ca huế i centrala och nhạc tài tử i södra Vietnam. Av dessa är hát ả đào den ålderdomligaste.

#### Hát ả đào(ca trù, sångerskornas musik)
Genren hát ả đào ("flickorna Daos sång" eller "persikoflickornas sång") blomstrade fram till början av 1900-talet. Den hörde hemma på finare värdshus och privata tillställningar där gästerna kunde beställa underhållning av en sångerska och hennes medhjälpare, ungefär som av geishorna i Japan. Tidigare kunde det röra sig om hela ensembler, till och med med balett, men under 1900-talet krympte det samman till två personer: sångerskan, som också spelade träblock och en manlig lutspelare på đàn đáy. Åhörarna kommenterade framträdandet genom att trumma på trống chầu enligt särskilda regler. Repertoaren består av dikter på olika versmått, deklamationer, i äldre tid även danser, till exempel De fyra sagodjurens dans. I repertoaren ingick också sånger till lokala skyddsgudar, och det tycks röra sig om en folklig tradition som med tiden tagits upp av de högre samhällsskikten och vars utövare blivit mer och mer professionella.
Genren förbjöds i Nordvietnam efter självständigheten 1954, då man associerade den med prostitution. Den är nu åter tillåten, och man utforskar spillrorna av den.

#### Ca Huế(Hué-musiḱ)
Huế i centrala Vietnam var huvudstad för regenter och kungar från 1687 till 1945. I mötet mellan vietnamesiska hov- och folkmusiker och traditioner från det gamla Champariket utvecklades den speciella Hué-musiken. Den framfördes mest av icke-professionella musikälskare i ensembler om tre instrument (16-strängad cittra, fiddla, mångitarr/päronformad luta) eller om fem instrument (ovannämnda fyra plus đàn tam eller idag ofta monokord). Även tvärblåst flöjt kan förekomma. Repertoaren innefattar musikstycken både i Bắc- och Nam-modus.

#### Nhạc tài tử(amatörernas musik)
Kammarmusiken i södra Vietnam, ibland kallad nhạc tài tử ("amatörmusiken") påminner om Hué-musiken och har delvis samma repertoar, men systemet av modus är lite annorlunda. Ofta används numera västerländsk fiol och gitarr i stället för fiddla och 16-strängad cittra; gitarrens hals kan då slipas ner mellan greppbanden så att musikern kan åstadkomma tonglidningar genom att trycka ner strängen mer eller mindre djupt.

### Opera
Det finns tre operatraditioner i Vietnam: hát chèo i norr, hát tuồng i hela landet men särskilt i den centrala delen och hát cải lương i söder. Det är fråga om musikteater snarare än opera: utöver de egentliga sångerna förekommer recitativ (talsång med ackompanjemang). Musiken är inte speciellt fixerad ens i själva sångerna (med vissa undantag); man varierar både melodi och rytm, men man ser till att följa reglerna som gäller för det modus sången är skriven i, och varje sång har specifika motiv som återkommer hela tiden.

#### Folklig opera (hát chèo)
Instrumenten i chèo kan vara tvärblåst flöjt, fiddla, luta, monokord och diverse slagverk. Sångtexterna är skrivna i vietnamesiska versmått på enkelt språk. Det är inte så att varje opera har sin egen specialkomponerade musik; i stället finns det en uppsättning ”sånger” som kommer igen i opera efter opera, fast med olika text. Det finns till exempel sånger för glädjescener, för vredesutbrott och så vidare.

#### Klassisk opera (hát tuồngellerhát bội)
Genren är av kinesiskt ursprung och rekvisita, dräkter, smink och spelsätt är i kinesisk stil. Den gynnades av hovet i Huế men har tynat undan sedan den siste kungen abdikerade 1945. Instrumenten är skalmeja, fiddla, tvärblåst flöjt, tvåsträngad luta och diverse slagverk, och mycket av musiken är ganska öronbedövande. En del av sångerna kallas ”kinesiska sånger” (hát khách); de är skrivna i kinesiska versmått på lärt språk och ackompanjeras av skalmeja. Andra sånger kallas ”sydliga sånger” (hát nam); de är skrivna i vietnamesiska versmått på enklare språk och deras melodier går i modus av Nam-typ. Även bland recitativen finns sådana i ”kinesisk” stil, på lärt språk och med falsettröst. Spelstilen är stiliserad och full av konventioner som åskådaren måste vara bekant med för att förstå handlingen.

#### Förnyad teater (hát cải lương)
Förnyelsen av den klassiska operan inleddes 1918. I den förnyade musikteatern har man fört in södra Vietnams kammarmusik på scenen. Instrumenten kan vara flöjt, mångitarr, tresträngad luta, fiddla, 16-strängad cittra och träblock – ibland ersätts fiddlan med västerländsk fiol och cittran med gitarr. I bataljscener och liknande kan slagverk, skalmeja och andra bullrande instrument tillkomma. Många sånger är direkt inlånade från kammarmusiken, och man har också lånat från kinesisk och fransk populärmusik, någon gång från rockmusik.

### Folkmusik
Gränsen mellan folkmusik och konstmusik är inte särskilt skarp; en skillnad är att modusen inte brukar vara fullt utvecklade i folkmusiken. Många musikstycken har vandrat fram och tillbaka mellan de två. Några folkmusikaliska genrer är:
- Hò. Dessa är arbetssånger i responsorialform. En försångare sjunger verserna och hela arbetslaget stämmer in i refrängen. Särskilt kända är roddarsångerna från centrala Vietnam.
- Lý. Dessa är kärlekssånger.

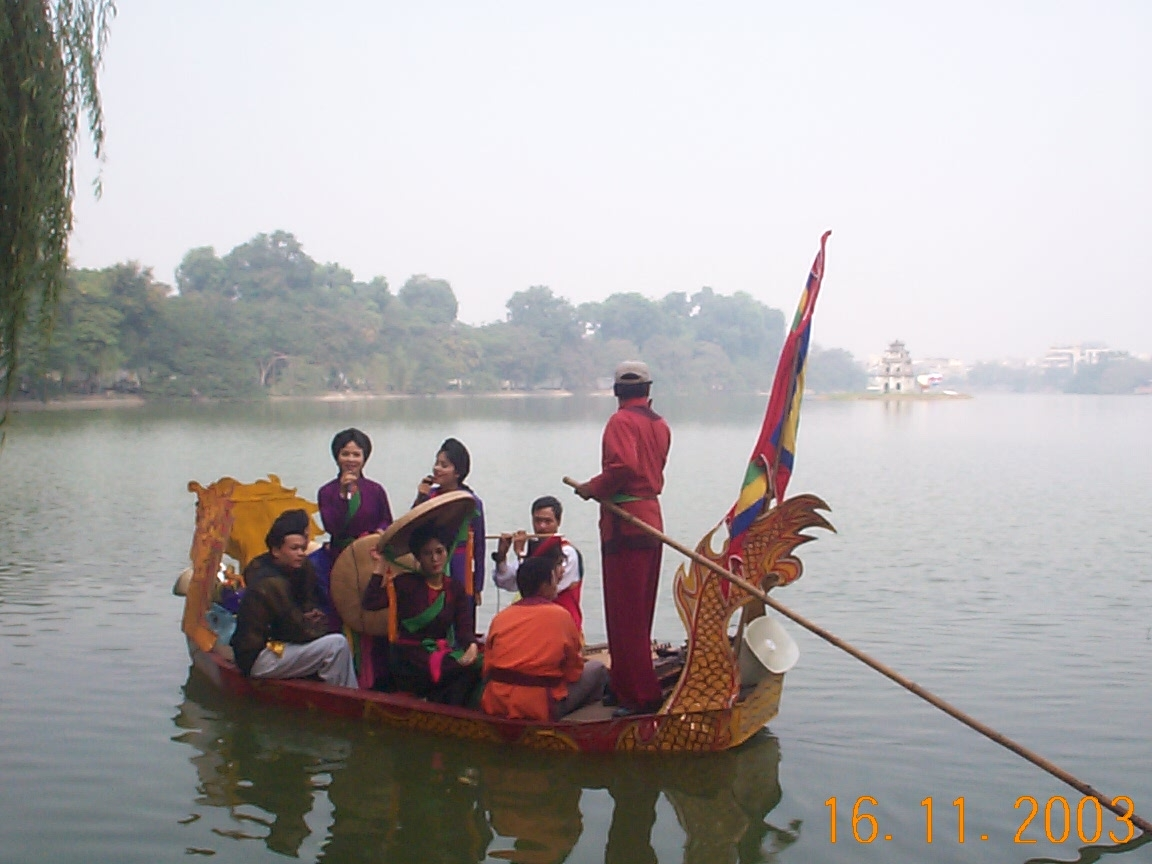
Quan họ framförd på Hoàn Kiếm-sjön i Hanoi.

- Quan họ. En typ av duett som utvecklats vid sångartävlingar i byarna i provinsen Bắc Ninh i norra Vietnam. Quan họ̣ har på senare tid blivit känt över hela Vietnam och gynnas aktivt av myndigheterna.

### Ceremonimusik
Vid ceremonier till byns skyddsgud, begravningar och liknande begivenheter framförs ceremonimusik av skalmejor, fiddla och många slagverk.

### Hovmusik
Vid kungahovet hade man en speciell repertoar och speciella ensembler. Genren kallas nhã nhạc (雅樂) och motsvarar Kinas yăyuè och Japans gagaku.

### Buddhistisk musik
Det finns tre sätt att läsa buddhistiska böner:
- Niệm. Man ”läser vanligt” med låg röst.
- Tụng. En talsång, recitation med starkt stiliserade språktoner.
- Tán. En munk sjunger bönen ackompanjerad av många slagverk, fiddla, eventuellt även skalmeja och flöjt. Modus och rytmik är som i konstmusiken.

### Shamanmusik (hát chầu văn)
Spåkvinnor och shamaner åkallar makterna med sånger i en stil som liknar andra typer av vietnamesisk musik, till exempel operamusik. Även dans förekommer, och musiken är ofta starkt rytmisk för att hjälpa shamanen att komma i trans. Vanliga instrument är mångitarr, fiddla, träblock och trummor. Genren är på utdöende. Efter hand som sjukvården byggts ut har efterfrågan på shamantjänster minskat. Genren har varit förbjuden ett tag, då den förknippades med vidskepelse, men är nu åter tillåten.

### Att lyssna på
- UbuWeb Ethnopoetics: Ca Dao: Vietnamese Folk Poems
- Recording of Vietnamese folk singer Pham Duy at the 1966 Florida Folk Festival (made available for public use for the State Archives of Florida)
- Nhạc Truyền Thuyết Về Chú Mèo Ngủ Quên, the legend of the Cat-That-Sleeps.